# Ada Negri
Ada Negri (Lodi, 3 febbraio 1870 – Milano, 11 gennaio 1945) è stata una poetessa, scrittrice e insegnante italiana.
È ricordata anche per essere stata la prima e unica donna a essere ammessa all'Accademia d'Italia.

## Biografia
Dell’umida stamberga;

Plebe triste e dannata è mia famiglia,

Ma un’indomita fiamma in me s’alberga.»
(Ada Negri, da Senza nome, Fatalità, 1892)

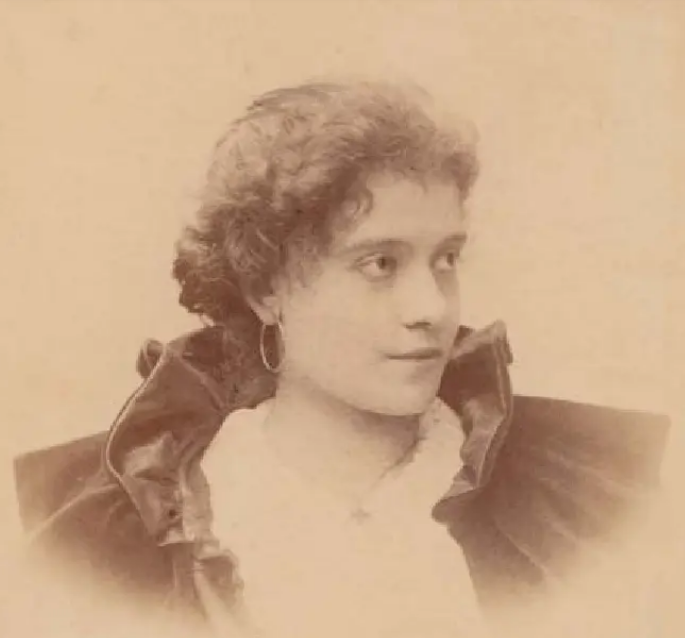
Ada Negri nel 1894

Nacque in una famiglia umile: il padre Giuseppe era vetturino e la madre, Vittoria Cornalba, tessitrice; passò l'infanzia nella portineria del palazzo dove la nonna, Giuseppina "Peppina" Panni, lavorava come custode presso la nobile famiglia Barni ed era legata al celebre mezzosoprano Giuditta Grisi, di cui era stata governante; sul rapporto tra la Grisi e la sua famiglia, Ada costruirà il mito della propria infanzia. In portineria Ada passava molto tempo sola, osservando il passaggio delle persone, come descritto nel romanzo autobiografico Stella Mattutina (1921).
Ad appena un anno dalla nascita rimase orfana del padre, alcolizzato e avvezzo al canto, considerato, dunque, un peso dalla madre: fu grazie ai sacrifici di questa, che riuscì ad ottenere un lavoro fisso in fabbrica, che Ada poté frequentare la Scuola Normale femminile di Lodi, ottenendo il diploma di insegnante elementare.

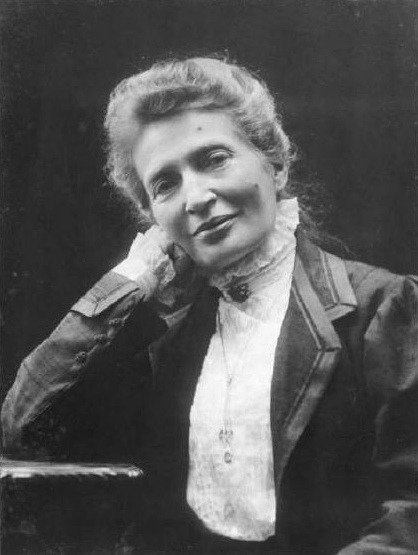
Anna Kuliscioff nel 1908. La Negri la definì sorella ideale

Il suo primo impiego fu al Collegio Femminile di Codogno, nel 1887. La vera esperienza d'insegnamento che segnò la sua vita e la produzione artistica, però, fu intrapresa a partire dal 1888 nella scuola elementare di Motta Visconti, comune nella provincia di Milano al confine con quella di Pavia, dove Ada passò il periodo più felice della sua vita. Al mestiere di maestra è legata e contemporanea l'attività di poetessa: fu in questo periodo che la Negri iniziò a pubblicare i suoi scritti su un periodico Treves, Margherita e su un giornale lodigiano, il Fanfulla da Lodi. In questo periodo compose le poesie poi pubblicate nel 1892 nella raccolta Fatalità che ebbe un grande successo, portando Ada ad acquistare grande fama, a tal punto che, su decreto del ministro Ferdinando Martini, le fu conferito il titolo di docente per chiara fama presso l'Istituto superiore "Gaetana Agnesi" di Milano. Così si trasferì con la madre nel capoluogo lombardo.
A Milano entrò in contatto con i membri del Partito socialista italiano, anche grazie agli apprezzamenti ricevuti da alcuni di essi per la propria produzione poetica, nella quale è molto sentita la questione sociale. Tra loro ebbe un ruolo fondamentale il giornalista Ettore Patrizi, col quale ebbe intense relazioni epistolari; conobbe poi Filippo Turati, Benito Mussolini e Anna Kuliscioff (della quale ebbe a dire di sentirsi sorella ideale).
Fu fortemente impegnata in attività sociali: fondò nel 1899, assieme a Ersilia Majno, l'Unione femminile nazionale e sostenne l'apertura nel 1904 dell'Asilo Mariuccia che definì "la prima pietra di un’opera di rigenerazione, ben lontana e diversa dalle antiche manifestazioni di carità superficiali". Scrisse negli anni dal 1903-1943 sul Corriere della sera molti articoli di tema sociale.

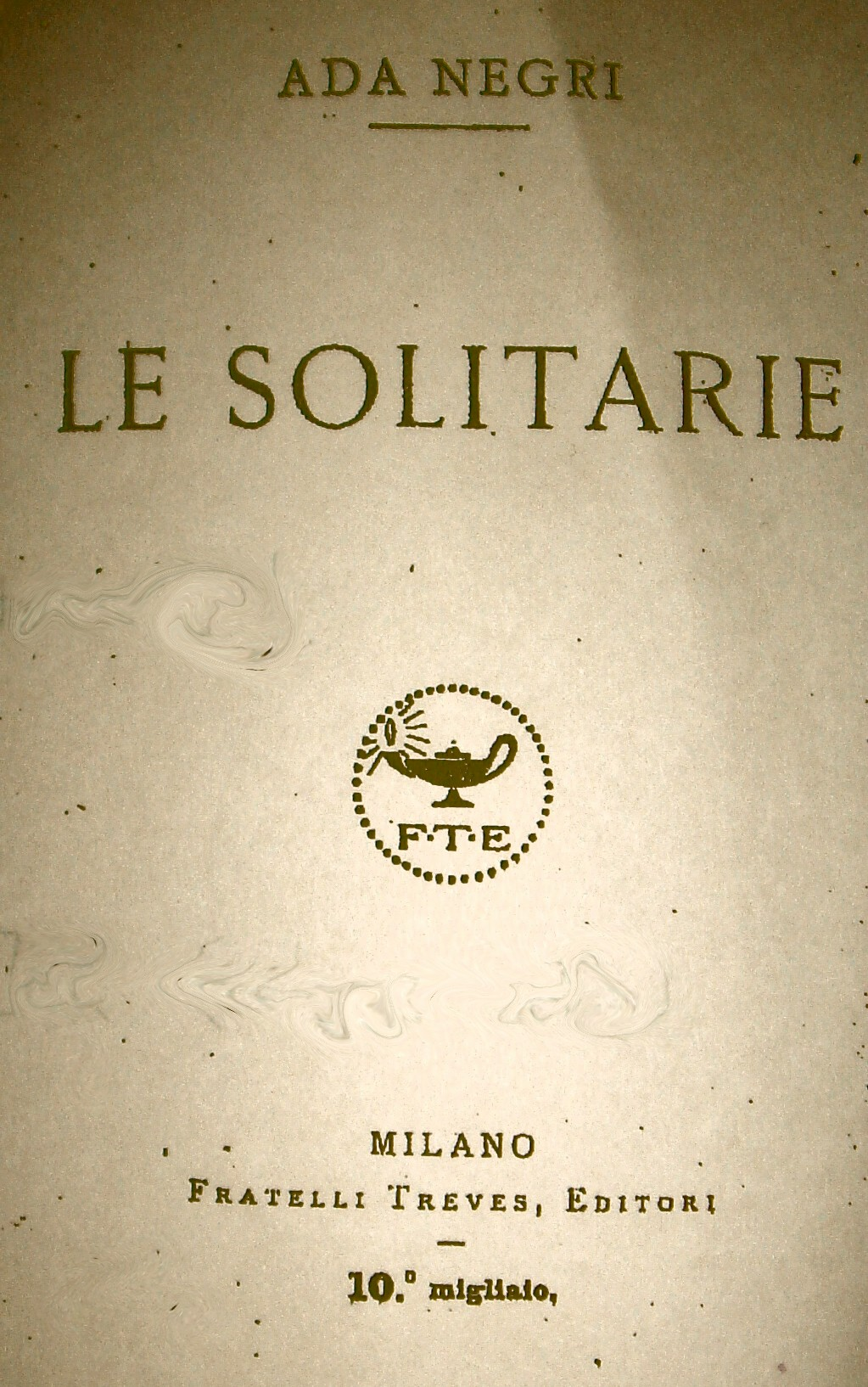
Le solitarie, frontespizio dell'edizione Treves del 1920

Nel 1894 vinse il Premio Giannina Milli per la poesia. L'anno successivo uscì la sua seconda raccolta di poesie, Tempeste, meno apprezzata di Fatalità, nonché vittima di una forte critica da parte di Luigi Pirandello. In questo periodo la sua lirica si concentrò soprattutto su temi sociali ed ebbe forti toni di denuncia, tanto da farla definire la poetessa del Quarto Stato.
Il 1896 fu l'anno del breve matrimonio con Giovanni Garlanda, industriale tessile di Biella, dal quale ebbe la figlia Bianca, ispiratrice di molte sue poesie, e un'altra bambina, Vittoria, morta dopo un mese di vita. Da questo periodo le sue vicende personali modificarono fortemente la sua poetica e le sue opere divennero fortemente introspettive e autobiografiche, come si vede in Maternità, pubblicata nel 1904, e Dal Profondo (1910).
La separazione da Garlanda avvenne nel 1913, anno in cui la Negri si trasferì a Zurigo, dove rimase fino all'inizio della prima guerra mondiale e dove strinse amicizia, tra gli altri, con Fulcieri Paulucci di Calboli; a Zurigo scrive Esilio, pubblicato nel 1914, opera con evidente riferimento autobiografico, e la raccolta di novelle Le solitarie, pubblicata nel 1917, opera moderna ed attenta alle molte sfaccettature della tematica femminile. L'anno seguente esce Orazioni, raccolta di odi alla patria: gli anni della guerra avevano trasformato la passione civile in patriottismo, accompagnato all'avvicinamento alle posizioni mussoliniane. Dal 1915 si ha traccia della sua presenza a Lodi attraverso la corrispondenza con l'attrice Paola Pezzaglia, interprete sulle scene della sua poesia.
La corda principale della sua poesia erano ormai i sentimenti e, avanzando gli anni, la memoria: nel 1919, lo stesso anno in cui morì la madre Vittoria, nacque una nuova raccolta di poesie basata su una nuova esperienza sentimentale, Il libro di Mara, raccolta inusuale per la società cattolica e conservatrice di quell'epoca. Due anni dopo, nel 1921, anno del matrimonio della figlia Bianca, è la volta di Stella mattutina, romanzo autobiografico di successo.
Nel 1926 e nel 1927 Ada Negri fu candidata al Premio Nobel per la Letteratura assegnato poi a Grazia Deledda. In questo periodo era sua abitudine trascorrere diversi mesi all'anno a Pavia, città a cui rimase molto legata, spesso risiedendo a Palazzo Cornazzani, dove già avevano abitato Ugo Foscolo e Albert Einstein.
Nel 1931 l'autrice fu insignita del Premio Mussolini per la carriera; erano gli anni in cui Benito Mussolini ancora utilizzava i rapporti nati nel suo periodo socialista. Il premio consacrò Ada Negri come intellettuale di regime, tanto che nel 1940 diventò la prima donna membro della Reale Accademia d'Italia subentrando al poeta Cesare Pascarella, deceduto nel maggio di quell'anno.
La sua vita era però ormai permeata da profondo pessimismo, chiusa in sé stessa e in una ritrovata religiosità che la portarono ad affondare in un progressivo oblio.
Morì l'11 gennaio 1945, poco meno di un mese prima di compiere 75 anni, e fu sepolta nel famedio di Milano. Il 3 aprile 1976 la sua tomba è stata traslata nell'antica chiesa di San Francesco a Lodi.

## Influenze

### Scolastiche
- Dante Alighieri
- Giacomo Leopardi
- Omero
- Ugo Foscolo

### Personali
- Gabriele d'Annunzio: imponente modello linguistico in quegli anni, soprattutto nella cosiddetta prosa d'arte.
- Arnaldo Fusinato: poeta semplice, conosciuto e recitato dalla madre Vittoria.
- Henrik Ibsen, con la sua opera Casa di bambola, incentrata sulla condizione della donna nell'Ottocento.
- Anna Kuliscioff: per l'ispirazione e la formazione politica.
- Mario Rapisardi: Ada ne ama il binomio popolo e arte.
- Scapigliatura: Iginio Ugo Tarchetti con Fosca, le cui protagoniste femminili hanno molto in comune coi modelli de Le solitarie; Arrigo Boito con Dualismo, del quale Ada apprezza la voce monologante, la dissociazione e la tendenza all'antitesi.
- Verismo (e Naturalismo), da cui Ada trae lo stile indiretto libero e col quale ha in comune l'interesse per le classi sociali più umili.
- Walt Whitman, dal quale apprende il rapporto natura-anima, presente soprattutto nelle poesie.
- Carlo Villani, con cui ha avuto costanti scambi epistolari a partire dagli anni 30 fino quasi alla sua morte.

## Opere

### Poesia
- Fatalità, Milano, F.lli Treves, 1892
- Tempeste , Milano, F.lli Treves, 1895
- Maternità, Milano, F.lli Treves, 1904
- La danza della Neve, Milano, F.lli Treves 1905
- Dal Profondo, Milano, F.lli Treves, 1910
- Esilio, Milano, F.lli Treves, 1914
- Orazioni, Milano, F.lli Treves, 1918
- Il libro di Mara, Milano, F.lli Treves, 1919
  - traduzione inglese da Maria A. Costantini: The Book of Mara, New York, Italica Press, 2011
- I canti dell'isola, Milano, Mondadori, 1924
  - traduzione inglese da Maria A. Costantini: Songs of the Island, New York, Italica Press, 2011
- Vespertina, Milano, Mondadori, 1930
- Il dono, Milano-Verona, A. Mondadori, 1936
- Fons amoris,1939-1943,  Milano, A. Mondadori, 1946 (postumo)
- Le cartoline della nonna, Firenze, Giunti-Nardini, 1973 (postumo)
- Poesie, a cura e con introduzione di Silvio Raffo, Milano, Mondadori, 2002 (postumo)
- Poesie e prose, a cura e con introduzione di Pietro Sarzana, Milano, Mondadori, 2020 (postumo)

### Impostazioni di poesie
- Pasqua di Resurrezione e molti altri, vedono Paola Maurizi, Ettore Patrizi, Ada Negri e la musica: Musiche su versi di Ada Negri

### Narrativa
- Le solitarie, novelle, Milano, Castoldi, 1917
- Stella mattutina, Roma-Milano, A. Mondadori, 1921
- Finestre alte,  novelle, Milano, A. Mondadori, 1923
- Le strade, Milano, A. Mondadori, 1926
- Sorelle, Milano, A. Mondadori, 1929
- Di giorno in giorno, prose, Milano, A. Mondadori, 1932
- Erba sul sagrato, intermezzo di prose, 1931-9-1939-17,  Milano, A. Mondadori, 1939
- Oltre, prose e novelle,  Milano, A. Mondadori, 1946 (postumo)
- Santa Caterina da Siena, Biografia, Edizione Cateriniane, 1961(postumo)
- Poesie e prose, a cura e con introduzione di Pietro Sarzana, Milano, Mondadori, 2020 (postumo)

### Articoli e contributi su periodici (selezione)
- L’asilo Mariuccia, Corriere della Sera, 24 ottobre 1903, p. 1-2; Promesso a una figlia morente l’Asilo Mariuccia è poesia, Corriere della Sera, 19 dicembre 2006 (categoria dall’archicio, online)

## Fortuna poetica postuma attraverso le trasposizioni musicali
Si deve alla tenacia del musicologo Mario Genesi il recupero sistematico della vastissima (ma tuttora sommersa) produzione musicale di compositori italiani, tra i quali Pier Adolfo Tirindelli,  basata sui versi della poetessa lodigiana.
Negli anni ottanta, infatti, Genesi appurò che consisteva in varie centinaia il numero delle trasposizioni per voce e pianoforte (oppure coro misto a cappella) di queste poesie e varò un progetto sistematico, ancora in corso, per il bollettino scientifico lombardo "Archivio Storico Lodigiano", organo della Società Storica Lodigiana (diretto dal prof. Luigi Samarati), al fine di inventariare, ma soprattutto di analizzare e discutere criticamente e con un taglio prettamente musicologico, questo sconosciuto "corpus" musicale.
Genesi si accorse che, nei repertori  concertistici ancor oggi frequentati, queste "liriche" de chambre rientrano ancora: ciò comprova l'inattesa fortuna postuma del genere poetico-letterario attraverso l'immane produzione musicale. I suoi primi contributi specifici in materia sono i seguenti:

- M. Genesi, Le liriche da camera per voce a pianoforte su testi di A. Negri, in Archivio Storico Lodigiano, Lodi, Tip. Senzalari, CXIV (1995), pp. 4–94;
- M. Genesi, La produzione poetica negriana attraverso le trasposizioni musicali di compositori italiani da camera epigonici romantico-impressionisti, in Arch.Stor.Lod.no, CXV (1996), pp. 45–108;
- M. Genesi, Intonazioni musicali di compositori italiani otto-novecenteschi su versi della poetessa lodigiana Ada Negri, in Arch.Stor.Lod.no, CXX (2001), pp. 45–100;
- Id., Il corpus delle ventun liriche per canto e piano del compositore udinese Giuliano Mauroner su versi della poetessa Ada Negri, in Arch.Stor.Lod.no, CXXIV (2005), pp. 267–318;
- Id., Versioni musicate di liriche di Ada Negri: dodici intonazioni di compositori novecenteschi italiani del periodo 1890/1930, in Arch.Stor.Lod.no, CXXV (2006), pp. 247–297
- M. Genesi, Dodici intonazioni musicali italiane per voce o violino e pianoforte dal tardoromanticismo al primo Novecento su poesie di A.Negri: Bossi, Fuga, Ratti, Ravelli, Respighi, Sgambati, Tirindelli, in Arch.Stor.Lod.no CXXVII (numero del 2009-2010; Lodi, Tip.Senzalari, 2011), pp. 155–206;
- Id., Pier Adolfo Tirindelli: il periodo americano e quello romano -Quattro Inediti/Revisioni per Canto & Pianoforte su versi di Ada Negri. Altre liriche della Poetessa in trasposizioni corali o solistiche edite o inedite di G. Girami, A. Avogadro, F. Giardina, L. Mugnone, M. Buniva, C. A. Cantù ed Amilcare Castore Zanella, in Arch.Stor.Lod.no, anno CXXXI(2012/2014), Lodi, Sollicitudo Arti Grafiche Soc. Coop. Sociale, 2014, pp. 115–156;
- Id.,Trasposizioni musicali di Epoca Liberty su poesie di Ada Negri in Arch. Stor. Lod.no,id.,ibid., anno CXXXIII (2014), pp. 249–299;
- Id.,Intonazioni di compositori novecenteschi italiani ed ungheresi su versi della poetessa lodigiana Ada Negri: B. Biggiogero, G. Calcaterra, S. Caltabiano ed il suo allievo Don D. Menichetti, M. De Gregorio, P. Delachi, G. Mauroner, G. Piccioli, J. Runger, E. Rusconi e P. A. Tirindelli, in Arch. Stor. Lod.no, id., ibid., anno CXXXVIII (2018), tomo I, pp.  59–101:
- Id., Compositori europei in pagine vocali o corali agli esordi del XX secolo su versi di Ada Negri: Carlevarini, Dagnino, De Rosa, i fratelli Alfredo ed Antonio Cece, Giacomantonio Manenti, Pestalozzi, L. Tosi, Van Gilse Van Der Pals, in: Arch. Stor. Lod.no, ibid., anno 2021.

## Archivio personale
Il lascito documentario di Ada Negri, comprendente principalmente lettere, è conservato in diversi fondi letterari in Lombardia qui sotto elencati:
- Il primo fondo, di proprietà della fondazione della Banca Popolare di Lodi, consta di oltre 5000 lettere, 30 documenti e 30 fotografie. Vi è la corrispondenza con alcuni personaggi dell'epoca, tra cui: Fernando Agnoletti, Gustavo Balsamo-Crivelli, Filippo Tommaso Marinetti, Eugenio Montale ed altri. Presenti anche una tempera di Mario Sironi ed un'incisione di Umberto Boccioni. Il fondo è stato digitalizzato ed è consultabile attraverso Manus online.[9][10]
- Il secondo, di proprietà della Biblioteca Laudense, contiene 7 buste di lettere autografe, documenti e ritagli della poetessa. Presente soprattutto la sua corrispondenza con Nino Podenzani (2 buste con 252 lettere dal 1915 al 1944).[11]
- Il terzo, conservato presso l'Università degli Studi di Pavia, è composto da suoi manoscritti di alcune delle sue poesie più note quali: Notturno, Via della Passione, Voto, Canzone di marzo, La visita, La corona, Preghiera della sera, Il dono, L’apparizione, A te Biancolina gioia mia.[12]
- Il quarto, presso la Biblioteca comunale centrale di Milano, contiene la sua corrispondenza con Paolo Buzzi (70 lettere di Ada Negri a Buzzi, 16 lettere da Buzzi alla Negri).[13][14]
- Il quinto, conservato presso l'Università Cattolica del Sacro Cuore di Milano, è composto dalla sua corrispondenza con una giovane ammiratrice (18 lettere).[15]